# Poľany
Poľany (Hongaars: Bodrogmező) is een Slowaakse gemeente in de regio Košice, en maakt deel uit van het district Trebišov.
Poľany telt 539 inwoners.